# 第二次世界大战时期的波兰文化
第二次世界大战时期，波兰文化遭到了占领波兰的纳粹德国与苏联的打压——两国对于波兰的人民与文化传统均持敌意态度。两国制订了文化灭绝政策，成千上万的学者与艺术家为之丧命；无数的文化艺术品被盗窃或摧毁。英国历史学家尼爾·弗格森写道：“对于波兰人的虐待是纳粹与苏联统治愈发相似的诸多方面之一。”
占领者劫掠、摧毁了波兰的许多文化与历史遗产，同时迫害乃至杀害波兰的文化精英。大多数波兰学校被关闭，而仍在开放的学校的课程遭到大肆修改。
尽管如此，波兰人与波兰地下组织——尤其是著名的波兰地下国——保留了许多波兰最重要的文化遗产，尽可能多地救助了文化机构与文化艺术品。天主教会和富有的个人设法让一些艺术家和艺术作品保留下来。尽管纳粹德国与苏联极力打压波兰的地下出版、音乐会、戏剧、教育以及学术活动，波兰的地下文化活动仍一直延续到战争结束。

## 背景
1795年，作为主权国家的波兰灭亡。整个19世纪，波兰仍被普鲁士、奥地利和俄罗斯帝国以不同程度瓜分。直到一战结束时，波兰才重获独立，人民得以再度团结在一起——尽管国界的划分仍然是个有争议的问题。波兰仅保持了21年的独立就再度被外国瓜分。
1939年9月1日，德国入侵波兰，第二次世界大战的欧洲战场开始；同年9月17日，根据苏德互不侵犯条约，苏联入侵波兰。波兰随后再度被瓜分，在战争时期的大多数时间处于占领状态。到了10月1日，德国与苏联已经完全占领波兰；但是波兰政府从未正式投降，而服从于波兰流亡政府的波兰地下国也很快成立。10月8日，纳粹德国吞并了战前波兰的西部地区，在占领区的其余部分成立了波蘭總督府。由于德国的入侵，苏联一度被迫放弃在1939年占领的波兰领土；但苏联在1944年利沃夫-桑多梅日攻勢后夺回了该部分领土，战后永久吞并了这一区域的绝大部分。战争使波兰损失了20%的战前人口。

## 破坏波兰文化

### 德国占领

#### 政策
德国对波兰民族与文化的政策随战争的进程而变。起初，许多德国官员与军官没有得到任何关于处置波兰文化机构的明确指示；这一情况很快发生了变化。入侵波兰之后不久，纳粹德国政府实施了东方总计划的第一阶段，即所谓的“小计划”。柏林种族政策办公室在《从种族-政治角度看前波兰领土居民的处置问题》中概述了基本政策。生活在战前德国边境东侧的斯拉夫人将会被德国化、奴役或是被消灭。具体的处置取决于他们是生活在被德国直接吞并的土地，还是生活在波兰总督府的土地上。
1939年10月31日，纳粹的宣传部长约瑟夫·戈培尔与波兰总督府总督漢斯·法郎克在罗兹会面，制订了大量关于德国对波兰文化的政策。戈培尔宣称“波兰民族不配称为有文化的民族”。他和法郎克一致认为，应该严格限制波兰人体验自己文化的机会：波兰人不得进入剧院、电影院或歌舞厅；不能接触广播或新闻；不能接受教育。法郎克提议，波兰人应当定期观看展现第三帝国成就的电影，最终只能接收来自大喇叭的通知。在接下来的几周中，波兰中等职业学校及更高等级的教育机构被关闭，剧院和许多其他文化机构也被迫关门。占领区内出版的波兰语报纸被关停，开始有波兰知识分子遭到逮捕。
1940年3月，波兰总督府人民教育与宣传部（Abteilung für Volksaufklärung und Propaganda）掌握了所有文化活动。该部于次年更名为“总宣传部”（Hauptabteilung Propaganda）。该部在1940年春季和初夏颁布了进一步的命令，体现了法郎克和戈培尔1939年秋季会面时勾画的政策。该部最早的法令之一是禁止未经部门事先批准擅自组织文化活动，只有“原始的”活动不受该规定限制。“低劣”的演出——包括色情的演出——也不受规定限制；这类演出反而得到推广，从而取悦民众、向世界展示“真正的”波兰文化、营造“德国允许波兰人表达自己”的假象。德国宣传专家从中立国邀请评论家观看特别组织的“波兰演出”。这类演出专门编排成无聊或是色情的样子，被德国专家介绍成典型的波兰文化活动。波兰与德国合作的文化事务——如联合公演等——遭到严格禁止。1940年8月，当局引入了作家和艺术家的强制登记计划。当年10月起，当局禁止出版波兰语新书；既有的书刊遭到审查，通常遭到撤销或没收。
1941年，德国政策进一步扩大，要求彻底摧毁纳粹口中的“次等人類”波兰人。德国计划在十到二十年间彻底清除占领区的波兰人，由德国殖民者定居占领区。
在德国占领的最后阶段（1943年—1944年），德国在对苏战线不断败退，对波兰的政策有所松动。德国希望更为宽松的文化政策可以缓解社会动荡，削弱波兰抵抗运动。波兰人重新获准参观为德国宣传和教条背书的博物馆：比如新建的肖邦博物馆，强调了波兰作曲家子虚乌有的德国根源。波兰教育、戏剧和音乐演出的限制也得到宽松。
由于二战前的波兰是一个多民族国家，德国政策和宣传意图挑拨不同族群之间的关系，加剧波兰人—犹太人冲突与波兰人—乌克兰人冲突。在罗兹，德国人逼迫犹太人协助摧毁波兰英雄塔德乌什·柯斯丘什科的一座纪念碑，并拍下了犹太人摧毁纪念碑的过程。不久后，德国人对一座犹太会堂放火，拍摄了围观的波兰人，在宣传稿中将他们描绘成“复仇心切的暴徒”。德国的分化方针还体现在占领区的教育政策中：德国人摧毁了波兰人的教育系统，但又对乌克兰的学校制度表现出相对的宽容。大區長官埃里希·科赫解释称：“我们必须尽我们所能，让波兰人遇到乌克兰人时就想杀死那个乌克兰人，而乌克兰人也反过来想杀死那个波兰人。”

#### 劫掠

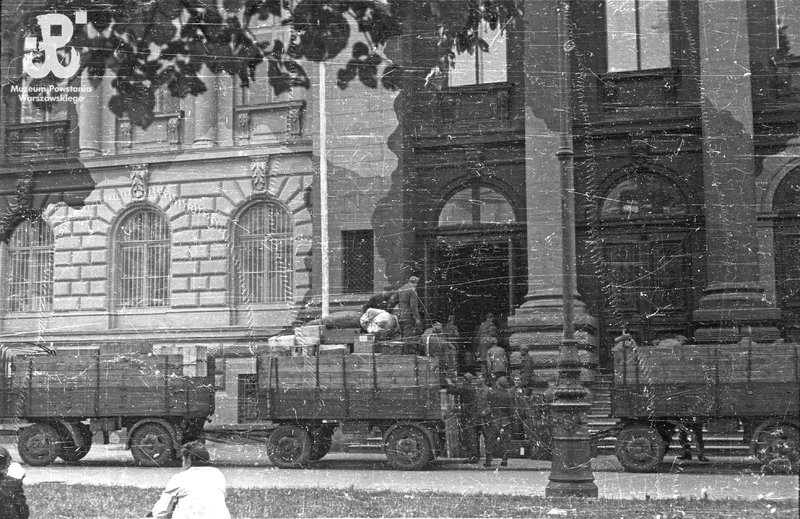
1944年夏天，德国人洗劫华沙扎切塔國家美術館

占领区政权于1939年建立时，纳粹没收了波兰的国有资产和大量的私人财产。纳粹按照在入侵前就已经制订好的计划，将无数艺术品劫掠至德国。在劫掠行动中，党卫队祖先遗产学会别动队的专家负责监督艺术品的劫掠，普通物件则由东方信托总办的专家负责。纳粹劫走的重要物品包括克拉科夫圣母大殿祭坛画，拉斐尔、伦勃朗、列奥纳多·达·芬奇、加纳莱托与巴恰雷利的画作。纳粹在1939年9月至1940年3月间便“保管”了绝大多数艺术珍品；1942年末，德国官员估计波兰原有的艺术品中“超过90%”已被德国占有。一些艺术品被运往德国的博物馆，如在林茨规划中的元首博物馆。其他艺术品则成为纳粹官员的私人收藏。德国从波兰劫走了超过51.6万件艺术品，其中包括2,800幅欧洲画家的画作、1.1万幅波兰画家的作品、1,400件雕塑、7.5万件手稿、2.5万幅地图、9万本图书（其中超过2万本19世纪之前出版的图书）、以及数十万件具有艺术价值和历史价值的其他物件。就连动物园的珍稀动物都被德国人带走。

#### 破坏
学校、高校、图书馆、博物馆、剧院和影院等许多学习与文化场所被纳粹关闭，或是指定“仅限德意志人”。25家博物馆和许多其他机构在战争期间被摧毁。根据一项估计，战争结束时波兰教研机构有43%的基础设施被毁，14%的波兰博物馆毁于战火。另一项研究则显示，波兰战前的175家博物馆中仅有105家幸存，其中仅有33家可以重新开放。波兰战前的603家科研机构半数化为乌有，只有极少数在战争期间相对保持完好。

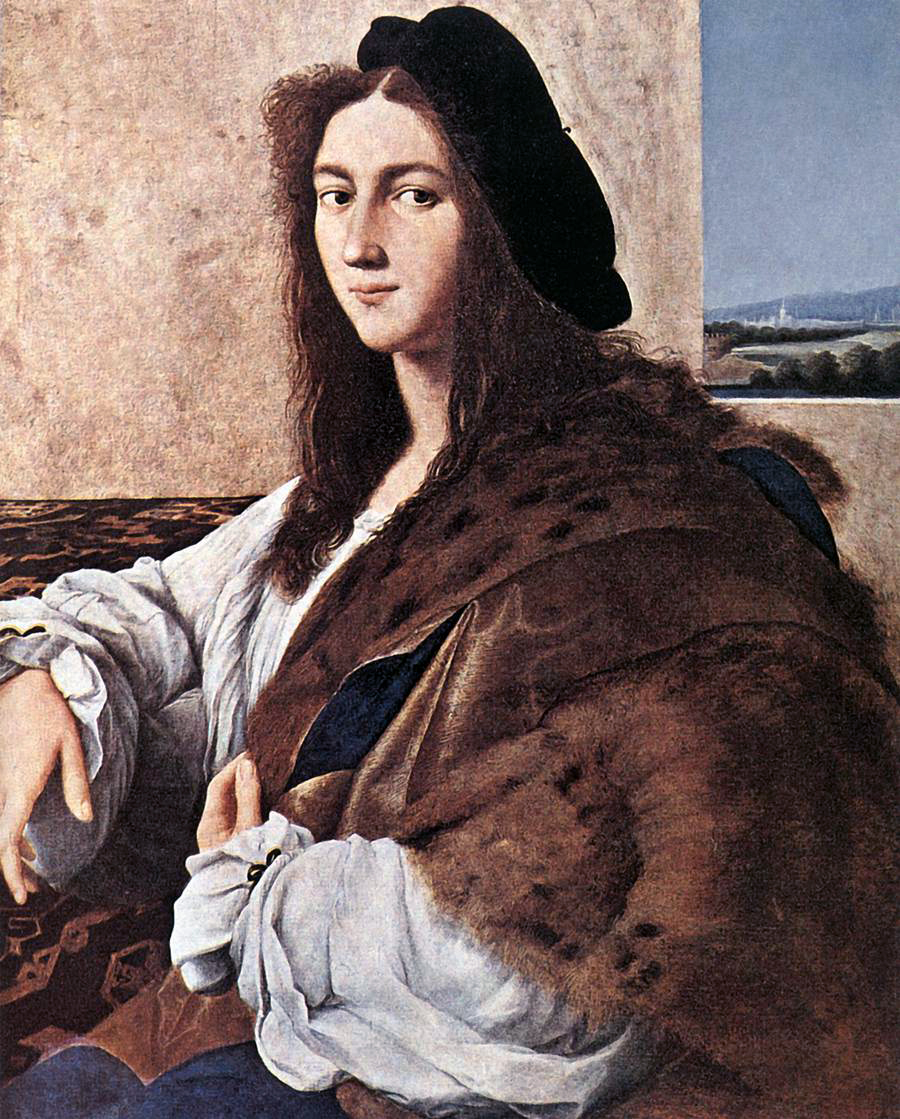
《年轻男子的肖像》，由拉斐尔绘于约1514年。该作品可能是拉斐尔的自画像；如果该画确实为拉斐尔作品，那么该画作将是纳粹从波兰掳走的单件价值最高的艺术品。画作原藏于克拉科夫的恰尔托雷斯基博物馆，如今下落不明。

纳粹展开了一系列运动，逮捕与迫害了许多波兰教授、教师、艺术家、作家、神职人员和其他知识分子，或是将他们送到集中营。其中，AB行动导致了臭名昭著的克拉科夫特别行动与利沃夫教授大屠杀。二战期间，波兰损失了39%至45%的医师与牙医，26%至57%的律师，15%至30%的教师，30%至50%的科学家与大学教授，以及18%至28%的神职人员。犹太知识阶层荡然无存。一位纳粹大區長官明确阐释了灭绝政策背后的原因：“在我的辖区，显得有知识的波兰人会被枪毙。”
为了打压波兰文化，德国纳粹试图摧毁波兰的基督教，尤其是罗马天主教会。在德占波兰的一些地区，波兰人参与的宗教仪式受限，或是遭到彻底禁止。与此同时，纳粹没收了教会的资产、禁止在宗教仪式中使用波兰语、废除天主教会的附属组织、禁止公开演出某些宗教歌曲、乃至禁止公开朗读圣经的某些段落。情况最为糟糕的是瓦尔特兰大区：纳粹把这里当成了反宗教政策的试验场。波兰神职人员和宗教领袖在知识分子的灭绝行动中首当其冲。
为了确保受教育的波兰人不再出现，德国官员下令将波兰儿童的教育限制为几年的基本教育。海因里希·希姆莱在1940年5月的一份备忘录如此写道：“这种教育体系的唯一目标就是只教他们简单的算术，不要教超过500的数字；让他们学会写自己的名字；还有为他们灌输教义：‘服从德国人’是神圣的法则。我不认为应该教他们阅读。”汉斯·法郎克对此附和道：“波兰人不需要大学和中学；波兰的土地将会变成知识的荒漠。”波兰总督府之外的德占波兰领土被直接并入第三帝国，那里的情况尤为糟糕。总体而言，这些地区完全没有波兰语教育；具体政策因地而异。德国的政策旨在将该地区的民众快速日耳曼化。当局解雇波兰教师，其中一些受邀出席新当局的“方针会议”，结果在会上被立即逮捕或是当场处决。一些波兰学童被送到德国学校；另一些则被送到特殊学校，在大多数时间作为免费劳力工作。特殊学校的学童往往在德国人经营的农场做工；说波兰语会遭到严厉的惩罚。波兰儿童应在12岁至15岁时完成初等教育，之后便会开始工作。在东方的比亚韦斯托克区、東方總督轄區和烏克蘭總督轄區，纳粹关闭了许多小学，教学大多以乌克兰语、白俄罗斯语或立陶宛语等语言进行。比亚韦斯托克区86%的小学在德国占领的头两年关闭；这一数字在德国占领的第三年底上升至93%.

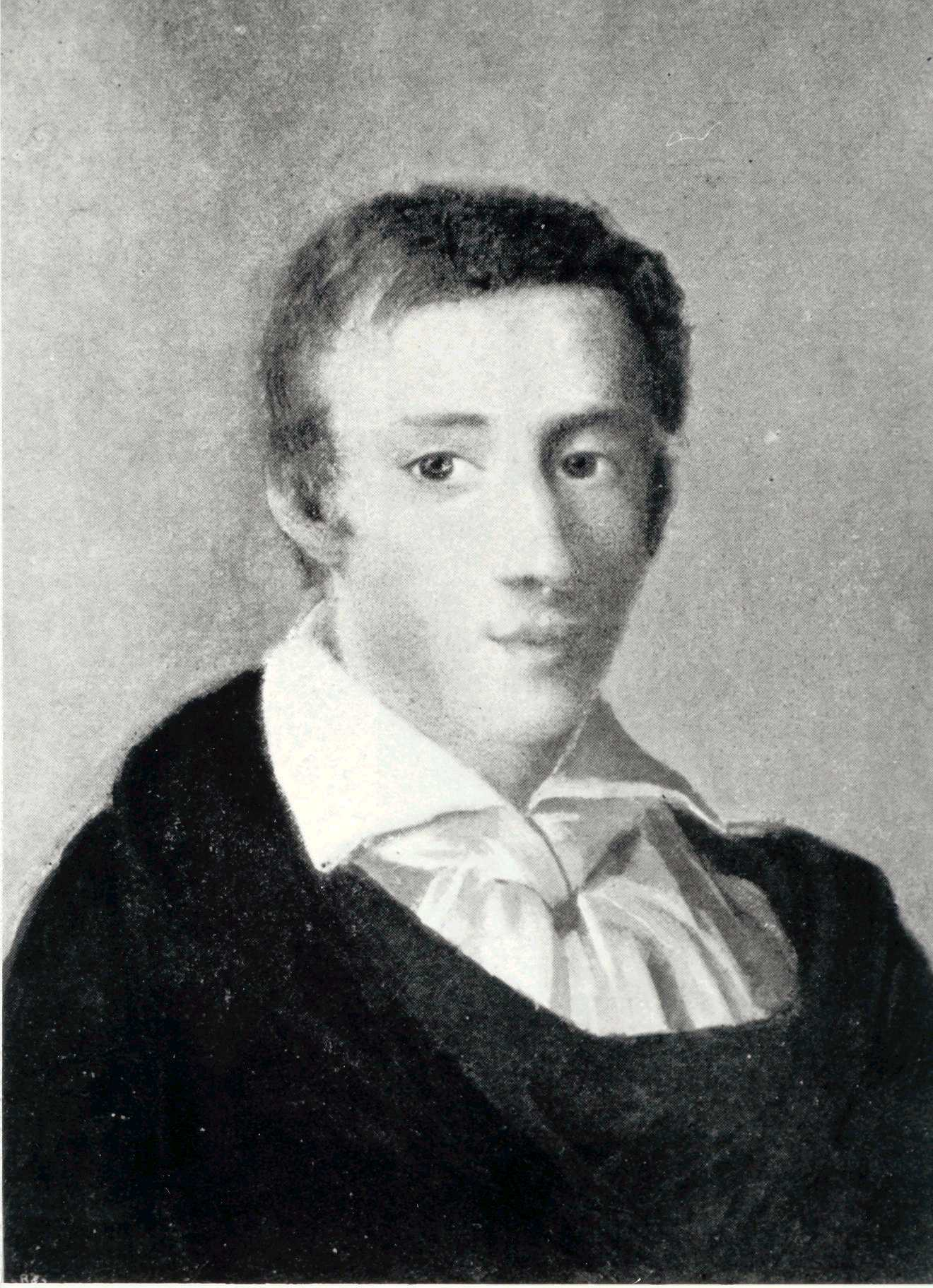
肖邦最早的肖像，由安布罗日·梅罗谢夫斯基绘制于1829年。1939年9月在华沙被毁。

波兰总督府境内的小学的情况相对较好。不过到了1940年底，只有30%的学校仍在运作，28%的波兰儿童仍在上学。1943年8月的一份德国警察备忘录对当时的情况描述如下：
学生们挤坐在一起，没有必要的教材，通常没有熟练的教员。此外，由于缺乏煤和燃料，波兰学校每学年的10个月里至少要关闭5个月。1939年以前，波兰有二三十座宽敞的教学楼，如今只有最差的两座仍在使用……学生每天不得不轮班学习。在这种情况下， 每天通常5个小时的上课时间被削减到1小时。
波兰总督府剩下的学校隶属于德国教育系统，其中的波兰教职工数量和质量稳步下降。到了1940年年中，总督府关闭了所有的大学和大多数中学，相当部分的学校在德国入侵之后就立即被关闭。1940年末，职业学校以上的波兰正式教育机构均已停止运作；剩下的职业学校只教授纳粹经济必需的基本技术训练和交易训练。基础教育为期7年，但教育项目的最后两年被限定为每周仅一天的会面。学校没有冬季取暖的经费。当局合并学校和班级、解雇波兰教师，将省下的经费用来资助为德意志裔少数民族开设的学校，或是修建德军士兵的营房。当局没有培训新的波兰教师。学校课程遭到审查，移除了文学、历史和地理等科目。当局没收了旧教科书，关闭了学校图书馆。德国对波兰人的教育新目标之一是说服他们波兰民族已经无可救药，教育他们尊敬并顺从德国人。为了实现该目标，纳粹实施了一系列蓄意的策略：警察突袭学校、检查学生的物品、大规模逮捕学生和教师；将学生用作强迫劳动者，通常作为季节性工人运送到德国。

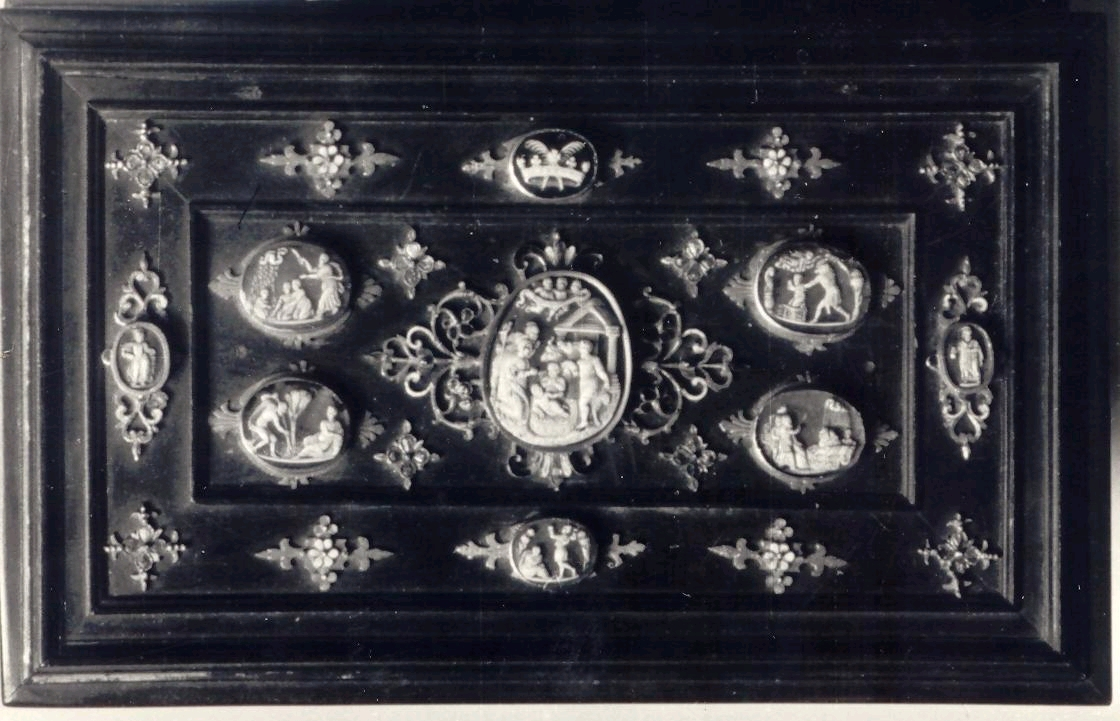
16世纪的博纳王后皇家珠宝盒，德国人在1939年将其劫走，之后被毁

德国人对摧毁犹太文化尤为积极，摧毁了几乎所有木质犹太会堂。犹太文学在全波兰境内禁止销售。
与之类似的是，德国吞并的波兰领土禁止销售波兰图书。纳粹公开销毁的波兰图书不仅包括图书馆的藏书，还包括没收的私人藏书。1943年，最后一批尚未被禁止的波兰书刊被收回；连波兰语的祈祷书也被没收。占领开始后不久，大多数图书馆被关闭；在克拉科夫，约80%的图书馆被立即关闭，而剩下的藏书大量毁于审查。占领当局摧毁的波兰藏书包括波兰众议院和参议院藏书、普热捷斯基庄园图书馆、扎莫伊斯基庄园图书馆、中央军事图书馆、以及拉珀斯维尔藏书等。1941年，德占波兰境内仅剩的一座波兰公共图书馆在华沙关门。战争期间，华沙各图书馆损失了约100万卷图书，占馆藏的30%；其中超过80%直接毁于纳粹的文化清洗，而非毁于战争冲突。总体而言，波兰国立图书馆和各机构据估计约有1000万卷图书毁于战争期间。
纳粹没收了波兰国旗等波兰的象征物。纳粹对波兰语发起斗争，拆毁波兰语的标牌，禁止在公共场合说波兰语，辱骂乃至殴打在街上说波兰语的人。地名德语化之风盛行；波兰民族英雄的纪念馆、纪念标牌和纪念碑（如亚当·米茨凯维奇纪念碑）等大量波兰文化瑰宝毁于一旦。托伦的波兰语纪念碑和标牌全部遭到拆除。纳粹还计划将城市彻底夷平。

#### 审查与宣传

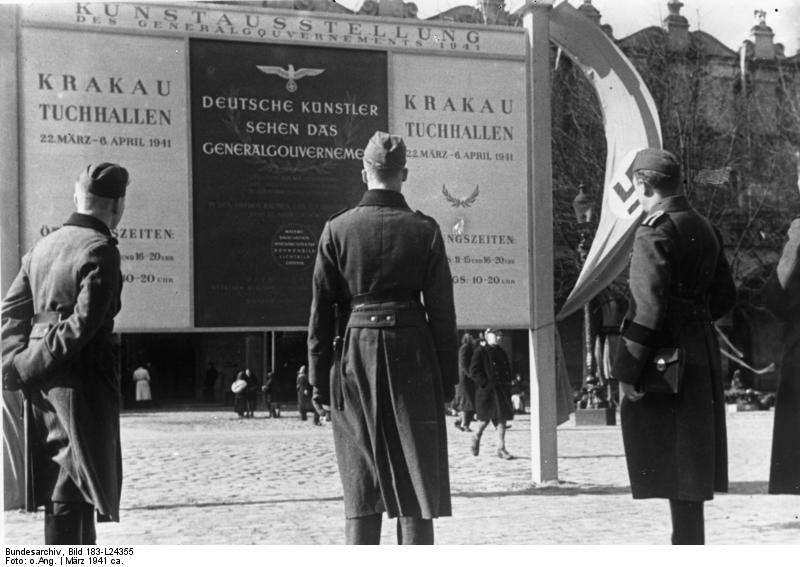
1941年克拉科夫，布告栏中通知了纺织会馆举行的艺术展：《德国艺术家眼中的波兰总督府》

德国人禁止出版波兰语写作的图书、文学研究和学术论文。1940年，几家德国控制的出版社在波兰开始运营，出版波兰语—德语字典、反犹太小说和反共产主义小说等出版物。
当局最先审查的是“重要”的书籍，如科教书籍、可能宣传波兰爱国主义的文字；审查只允许没有反德色彩的小说。当局查禁的作品包括地图集、英语和法语的出版物，连字典也不能幸免。纳粹为禁书编写了数个不公开的列表，宣布有1,500多名波兰作家“危害德意志国家与德意志文化”。第三帝国查禁的作家包括亚当·密茨凯维奇、尤利烏什·斯沃瓦茨基、斯坦尼斯拉夫·维斯皮安斯基、博莱斯瓦夫·普鲁斯、斯特凡·热罗姆斯基、约瑟夫·伊格纳齐·克拉舍夫斯基、瓦迪斯瓦夫·雷蒙特、斯坦尼斯拉夫·维斯皮安斯基、尤利安·图维姆、科内尔·马库申斯基、利奥波德·斯塔夫、艾丽查·奥若什科娃以及瑪麗亞·科諾普尼茨卡。仅仅是持有这些人的图书就算是非法，可被判监禁。纳粹禁止上门推销图书；需要执照才能运营的书店不是关门就是被清空。

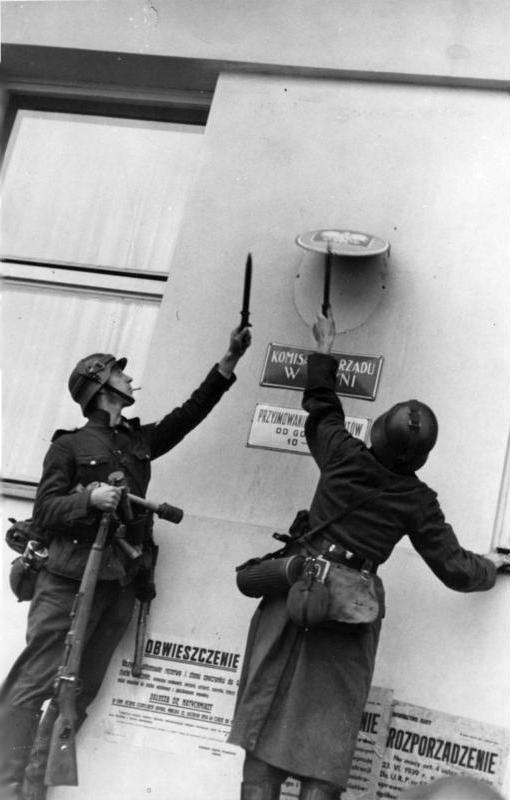
1939年9月，格丁尼亚的德意志國防軍士兵清除波兰政府的徽章。

波兰人禁止持有收音机，违者可处以死刑。波兰原有的2,000家出版社仅有少数几家仍在运作，均由德国人审查。波兰所有的战前报社均停止运营。战争期间少数仍在出版的报纸由德国人创办，受德国人完全控制。对出版业如此彻底的摧毁史无前例。官方唯一能提供的阅读材料是德国占领当局散发的宣传报刊。波兰的电影院由德国的宣传部门完全掌控；节目由纳粹德国电影主导，影片前播放宣传用的新闻短片只有少量的波兰电影获准上映，占节目的20%；影片中的波兰国家象征及相关内容被剪辑，犹太演员和制片人被移除。纳粹宣传部门拍摄了几部波兰语的宣传电影，不过1943年以后波兰语电影就不再上映了。波兰电影院的所有收益都被用于德国的战时生产，因此波兰地下组织劝人们不要去影院。地下组织有句标语：“猪才看电影”（Tylko świnie siedzą w kinie）。波兰的剧院有类似的处境：德国人禁止波兰剧院上演“严肃的”剧作。实际上，纳粹为戏剧舞台创作了许多宣传作品。戏剧作品因此也遭到地下组织抵制。地下组织还阻止演员演出纳粹剧作，警告称不服从的参演者将被归为通敌者。然而，犹太人隔都里的文化演出却相对不受限制。德国人希望分散隔都居民的注意力，以防他们意识到自己将被屠杀的结局。
文化活动中，音乐受到的限制最少。汉斯·法郎克自以为是严肃音乐的爱好者，第一时间下令在总督府的首都克拉科夫创立波兰总督府交响乐团。咖啡厅和教堂获准举行多种音乐演出，波兰地下组织只抵制宣传性的歌剧。画家和雕刻家等视觉艺术家被德国政府勒令登记。除非作品体现了纳粹宣传的主题，否则地下组织通常会容许他们的作品。偶尔举办的艺术展取代了停止营业的博物馆，展出往往展现宣传部门的主旋律。
德占波兰境内的纳粹宣传可以分为两个主要阶段。起初的工作目的是抹黑战前的波兰，后来的工作重点则是培养反苏、反犹太和亲德国的态度。

### 苏联占领
继德国入侵波兰后，苏联于1939年9月17日入侵波兰，吞并了原波兰第二共和国的东部领土。苏联吞并的波兰领土占地20.1万平方公里，人口达1330万。希特勒和斯大林的共同目标是抹杀波兰的政治和文化生活，这样一来，按照历史学家尼奥尔·弗格森的说法，波兰将 “作为一个地方不复存在，作为一种概念也不复存在”。

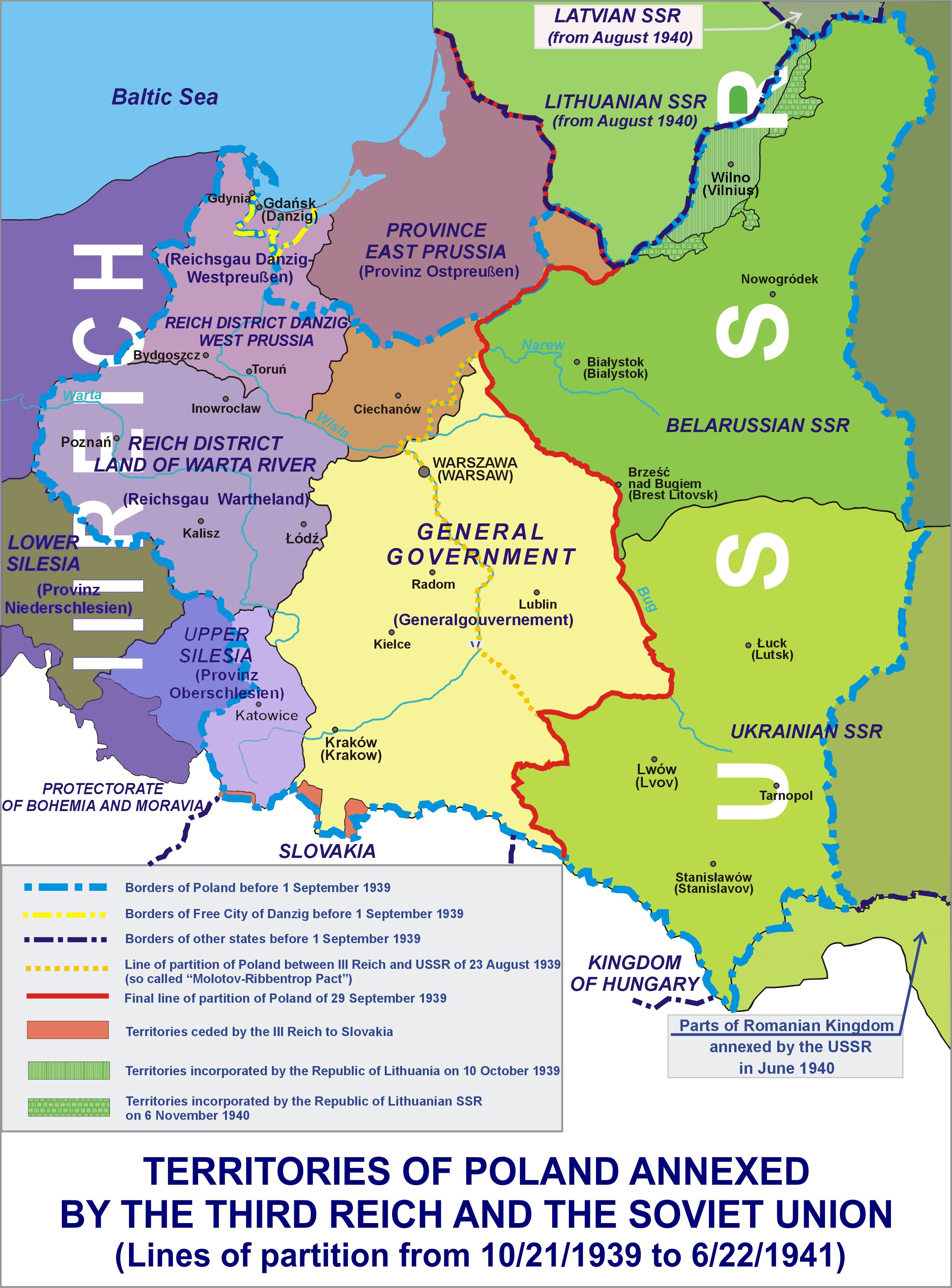
1939年至1941年间，纳粹德国和苏联根据苏德互不侵犯条约瓜分波蘭

苏联当局认为为战前的波兰政府效命属于“破坏革命罪”与“反革命活动”，逮捕了大量波兰知识分子、政客、公务员、学者、以及有威胁苏联统治嫌疑的平民百姓。超过100万波兰平民被流放到西伯利亚，许多在古拉格集中营中度过数年乃至数十年之久。2万名波兰军官在卡廷大屠殺中被残酷杀害。
苏联人在占领区快速推行蘇維埃化政策，强制实行集体化。苏联当局将波兰的国有和私有资产没收、國有化并再分配。在这一过程中，苏联人查禁政党和公众组织，组织领袖作为“人民公敌”遭到监禁或处决。当局根据反宗教政策迫害教会和宗教组织。1940年2月10日，内务人民委员部针对苏占波兰的“反苏分子”发动了一项恐怖行动。运动的目标包括经常出国的人、参与海外联络者、世界语使用者、集邮家、红十字会工作者、难民、走私者、牧师和教徒、贵族、地主、富商、银行家、实业家、酒店和餐馆老板(發配至西伯利亞)。与希特勒一样，斯大林致力于根除波兰社交界。
苏联当局设法移除占领区内所有与波兰历史相关的蛛丝马迹。当局禁止“波兰”这一名称，拆除波兰纪念碑，关闭了已遭肢解的第二共和国名下的所有机构（包括利沃夫大學）。苏联随后重新开启了这些机构，但将绝大多数领导换为俄罗斯人。苏联共产主义意识形态在全部教学中至高无上。苏联当局终止了波兰文学和语言研究，用俄语和乌克兰语取代波兰语。当局烧毁了波兰语的书籍，连小学的图书也未能幸免。波兰教师不得在学校供职，许多教师遭到逮捕。学校以白俄罗斯语、乌克兰语和立陶宛语授课，教授新制订的亲苏课程。波兰裔加拿大历史学家彼得·弗罗贝尔引用英国历史学家迈克尔·R ·D·福特和安·C·B·迪尔的说法称，大部分学者相信“在苏联占领区，条件只比德国占领区的情况稍好一些。”1939年9月，许多波兰犹太人向东逃亡；在苏联占领区生活几个月后，其中一些犹太人想回到西部的德占区。

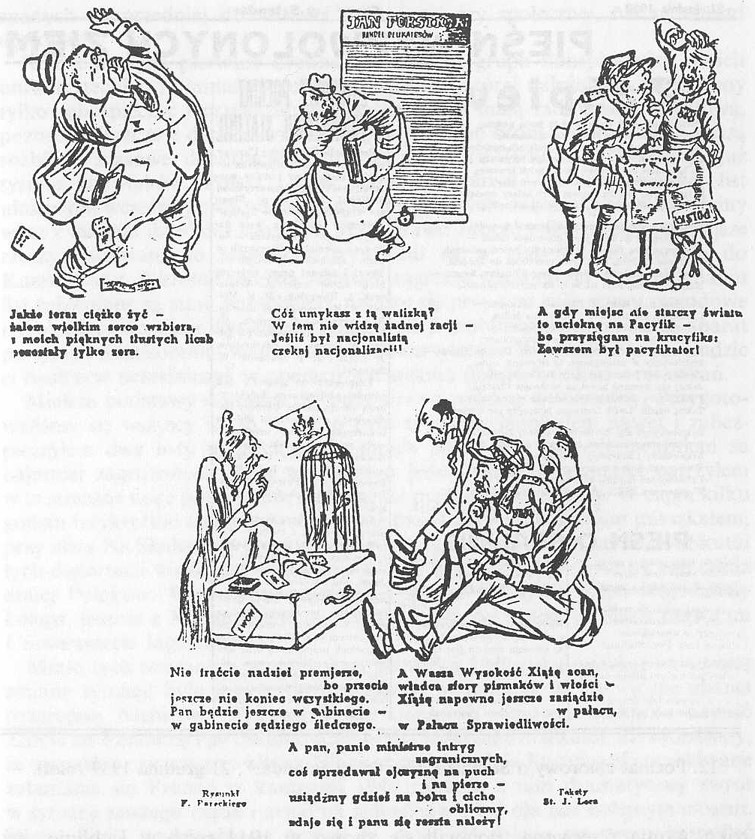
由苏联授意在利沃夫出版的波兰语讽刺画，刊登于1940年9月。画作痛斥波兰的“国家公敌”：商人、军官和贵族。

所有的出版物和媒体均遭到审查。苏联人设法招揽有志合作的波兰左翼知识分子。苏联入侵后不久，苏维埃乌克兰作家协会便在利沃夫成立了本地分会；当地还有一家波兰语剧院和波兰语广播电台。明斯克和维尔纽斯的波兰文化生活则较缺乏组织。文化活动受到苏联当局的严加限制，必须以正面角度描绘新的苏维埃政权，且要贬损原波兰政府。
然而，苏联宣传推动的波兰语文化活动与官方的俄羅斯化政策产生了矛盾。苏联先是试图逐步淘汰波兰语，为此禁止在学校中、路牌中、以及其他生活场合使用波兰语。这一政策时有反复——比如1939年10月选举之前，以及德国征服法国时。1940年10月，利沃夫的波兰人纪念亚当·密茨凯维奇去世85周年。不过不久之后，斯大林就再度决定推行俄罗斯化政策。但是在 德国入侵苏联之后，苏联需要波兰语的亲苏宣传，因此斯大林再度撤回了他先前的决定。斯大林批准成立波兰东方军团，后来决定成立共产主义的波兰人民共和国。
许多波兰作家与苏联勾结，撰写亲苏的宣传材料。其中包括耶日·波列伊沙、塔德乌什·博伊-热伦斯基、卡齐米日·布兰迪斯、雅尼娜·布罗涅夫斯卡、扬·布若扎、特奥多尔·布伊尼茨基、莱昂·赫维斯泰克、苏珊娜·金谦卡、哈利娜·古尔斯卡、梅奇斯瓦夫·雅斯特伦、斯特凡·英德里霍夫斯基、斯坦尼斯瓦夫·耶日·莱茨、塔德乌什·沃帕莱夫斯基、尤利乌什·克莱纳、扬·科特、雅鲁·库雷克、卡罗尔·库雷卢克、利奥波德·莱温、阿纳托尔·米库科（Anatol Mikułko）、耶日·潘斯基、莱昂·帕斯特纳克、尤利安·普日博希、耶日·普特拉门特、耶日·拉维奇（Jerzy Rawicz）、阿道夫·鲁德尼茨基、沃齐米日·斯沃博德尼克、沃齐米日·索科尔斯基、埃日别塔·谢普林斯卡、阿纳托尔·施特恩、尤利安·斯特雷伊科夫斯基、卢茨扬·申瓦尔德、利奥波德·蒂曼德、旺达·瓦西列夫斯卡、斯坦尼斯瓦夫·瓦西莱夫斯基（Stanisław Wasilewski）、亚当·瓦日克、亚历山大·魏因特劳布与布鲁诺·威纳维尔等。
另一些波兰作家拒绝苏联的劝诱，转入地下出版：其中包括雅德维加·切霍维丘夫娜（Jadwiga Czechowiczówna）、耶日·霍尔登斯基、雅德维加·甘姆斯卡-韦姆皮茨卡、赫尔米尼亚·纳格列洛娃、贝娅塔·欧贝滕斯卡、奥斯塔普·奥尔特温、塔德乌什·佩珀、特奥多尔·帕尔尼茨基、尤利乌什·佩特里等。也有的像瓦迪斯瓦夫·布罗涅夫斯基这样的作家，和苏联合作几个月后转入反苏阵营。亚历山大·瓦特起初赞同共产主义，后来被内务人民委员部逮捕，流放哈萨克斯坦。

## 地下文化

### 资助人
战时的波蘭文化仍在地下教育、地下出版、乃至地下戏剧中延续。波兰地下国有自己的教育与文化部，由斯坦尼斯瓦夫·洛伦茨领导。该部门是波兰文化的地下资助者之一；地下国资助者还包括扬科夫斯基的劳工与社会保障部（后来转由斯特凡·马泰亚领导），以及奥尔谢夫斯基与多莫斯瓦夫斯基领导的消除战争影响部。三家部门负责监督让国家和私人收藏的艺术品免于劫掠和破坏；最为人称道的行动是在整个战争期间藏匿扬·马泰伊科的巨幅画作。这些部门还编纂了被掠夺和被毁作品的报告，为艺术家和学者提供了继续工作和出版的手段，还援助他们的家庭。因此，他们赞助了地下出版活动，出版了温斯顿·丘吉尔和阿尔卡季·菲德勒的作品、一万册波兰文小学初级读物。此外，他们还委托艺术家创作抵抗艺术作品，然后由N行动等活动传播。秘密的艺术展、戏剧演出和音乐会也偶尔得到赞助。
波兰的天主教会也是重要的文化赞助人；像是红衣主教亚当·斯特凡·萨皮耶哈和前政客亚努什·拉齐维乌等波兰贵族也赞助了文化事业、资助艺术家、保护波兰文化遗产。奥索林斯基出版社、兹比格涅夫·米兹纳等私人出版商会为将来在战后付梓的图书提前向作者支付稿费。

### 教育
为了回应德国审查和关停波兰学校，波兰教师中的抵抗运动立即开展了大规模地下教育活动。最为瞩目的地下教育组织——秘密教育组织，早在1939年10月就已成立。此外还有许多地方性的教育组织。1940年后，地方的教育组织逐渐归属TON并由其协调。1941年秋，TON的创始人切斯瓦夫·维采赫成立了波兰地下国文化教育部，与各教育组织通力合作。地下课程有的以官方允许的活动为掩护，有的在私人住家或是其他场馆举行。1942年，约150万名学生参与了地下初级教育；1944年时，地下国的中等教育系统涵盖了10万名学生。有1万名学生出席大学级别的课程；作为比较，战前的1938/1939学年波兰约有3万名在校大学生。1943年至1944年间，9万余名中学生参加了总督府四个区（ 华沙、克拉科夫、拉多姆和卢布林）近6000名教师举办的地下学习班。总体而言，在总督府统治时期，每三个孩子中就有一个接受地下组织的某种教育；到了上中学的年龄，这个数字上升到70%左右。据估计，在一些农村地区，教育覆盖率实际上较战前有所提高；很可能是因为在某些情况下，逃离城市或被驱逐的教师组织了课程。与战前的课堂相比，战时的波兰课堂显著缺少犹太学生。波兰犹太学生被纳粹德国人限制在隔都；不过隔都有犹太地下教育，活动组织通常得到TON等波兰组织的支持。地下学校的学生往往也是波兰抵抗组织的成员。

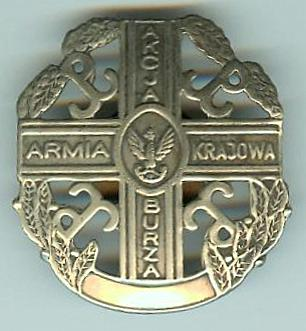
波蘭家鄉軍的暴风行动服务奖章

华沙有70多所地下学校，2000名教师，2.1万名学生。地下华沙大学教育了3700名学生，颁发了64个硕士学位和7个博士学位。占领下的华沙理工大学教育了3000名学生，颁发了186个工程学位、18个博士学位和16个特许任教资格学位。亚捷隆大学共颁发了468个硕士学位和62个博士学位，聘请了100多名教授和教师，每年为1000多名学生服务。战争期间，波兰上下还有许多其他大学和音乐、戏剧和艺术等高等教育机构继续授课。
波兰著名哲学家瓦迪斯瓦夫·塔塔尔凯维奇和语言学家泽农·克莱门谢维奇等人甚至做出了一些学术研究。近千名波兰科学家获得了地下国的资金，得以继续研究。
德国波兰总督府对地下教育的态度和德国直接吞并的地区有所不同。基本可以肯定的是，德国人在1943年左右就已经意识到波兰地下教育系统的规模。但是，德国缺乏人力来结束这一系统，可能是优先将资源用于对付武装抵抗。在总督府，关闭地下学校和高校通常并不是德国人的首要任务。德国1943年的一份教育报告承认，由于波兰抵抗军的活动、缺乏人力和交通不便，学校的教学内容很难控制，管控农村学校的内容尤其困难。一些学校不顾德国当局的反对，半公开地教授未经批准的科目。汉斯·法郎克在1944年指出，虽然波兰教师是德国国家的“死敌”，但不可能立即全部处分掉。在德国直接吞并的波兰领土上，地下教育问题被更为严肃对待，因为它阻碍了德国化的进程。在德国吞并的领土上参与地下教育，比起在总督府更有可能被送到集中营。

### 出版
波兰有超过1000种地下报纸，其中最为重要的是波兰家乡军的《消息公报》和波兰政府代表团的《波兰共和国》。除了出版截获的西方电台广播新闻外，还有数百种地下刊物专门讨论政治、经济、教育、文学（如《艺术与民族》）等话题。记录的最高出版量是一期《消息公报》，印数达4.3万份；大型出版物的平均印数为1,000-5,000份。波兰地下组织还出版了来自假想的反纳粹德国组织的小册子和传单，目的是在德国人中散布虚假信息和打击士气。地下组织有时还出版书籍，以及爱国主义海报；他们还伪造德国当局的布告，命令德国人撤离波兰，或是叫波兰人登记家猫。
两个最大的地下出版商是家乡军的信息与宣传部和波兰政府代表团。耶日·鲁特科夫斯基的秘密军事出版社（从属于家乡军）可能是世界最大的地下出版社。除了波兰语报纸外，作为N行动的一部分，家乡军还印制了虚假的德国报纸，意图打击德国占领军的士气。波兰的地下印刷厂大多位于被占领的华沙；到了1944年夏天华沙起义，德国人发现了超过16家地下印刷厂，其工作人员通常被处决或送往集中营。波兰的第二大地下出版中心位于克拉科夫。在那里，作家和编辑面临着类似的危险：例如，地下讽刺报纸《耳边》的编辑人员几乎全被逮捕，主编于1944年5月27日在克拉科夫处决。《耳边》创刊于1943年10月，出版了20期，是波兰的地下讽刺报纸中出版时间最长的。地下印刷厂得到了大量活动家的支持；除了在印刷厂值班的工作人员外，还有数十名地下信使派发出版物。据一些统计，这些信使是最常被德国人逮捕的地下组织成员。
在德国占领下，波兰记者和作家的工作机会近乎完全消灭，因为他们几乎没有机会发表作品。地下国家的文化部赞助了各种项目和个人，使他们能够继续工作，并帮助他们出版。小说和文集由地下出版社出版；战争期间，地下出版社出版了1000多部作品。地下组织还举办了文学讨论；这一时期在波兰工作的著名作家有克日什托夫·卡米尔·巴钦斯基、列斯拉夫·巴特尔斯基、塔德乌什·博罗夫斯基、塔德乌什·博伊-热伦斯基、瑪麗亞·東布羅夫斯卡、塔德乌什·加伊齐、苏珊娜·金谦卡、雅罗斯瓦夫·伊瓦什基耶维奇、切斯瓦夫·米沃什（后获得诺贝尔奖）、索非娅·纳夫科夫斯卡、扬·帕兰多夫斯基、利奥波德·斯塔夫、卡齐米日·维卡、以及耶日·扎维耶斯基等。一些作家讲述了戰俘營或是隔都中的艰苦条件，如康斯坦蒂·伊尔德方斯·高琴斯基、斯特凡·弗鲁科夫斯基、莱昂·克鲁奇科夫斯基、安杰伊·诺维茨基和马里安·皮哈尔。甚至有些作家在集中营里写作：比如扬·吉斯盖斯、哈利娜·戈夫乔娃（Halina Gołczowa）、索非娅·古尔斯卡、塔德乌什·霍乌伊、卡齐米日·安杰伊·亚沃尔斯基和玛丽安·库比茨基等。许多作家没能活到战后：瓦茨瓦夫·贝伦特、塔德乌什·博伊-热伦斯基、塔德乌什·加伊齐、苏珊娜·金谦卡、尤利乌什·卡登-班德罗夫斯基、斯特凡·基耶真斯基、雅努什·科扎克、哈利娜·克拉赫尔斯卡、塔德乌什·霍伦德、维托尔德·胡莱维奇、费迪南德·安东尼·奥先多夫斯基、沃齐米日·彼恰克、莱昂·波米罗夫斯基、卡齐米日·普热尔瓦-泰特马耶尔和布鲁诺·舒尔茨等。

### 视觉艺术和音乐

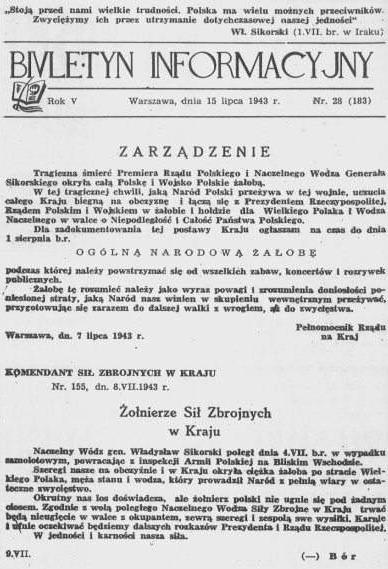
波蘭地下國《消息公报》1943年7月15日号，报道瓦迪斯瓦夫·西科尔斯基将军的死讯，并宣布全国哀悼一天。

随着针对波兰戏剧的审查以及波兰电台与电影工业实质中止，地下剧院得以成立。这些剧院主要位于华沙和克拉科夫，表演在多个地下场所举行。1940年起，剧院有秘密戏剧协会（Secret Theatrical Council）协调。战争期间有四大剧团和超过40个小剧团活动，甚至在奥斯威辛集中营和盖世太保的华沙帕维亚克监狱也有剧团；地下表演学校也得以成立。许多地下演员平日有其他的本职工作，比如卡罗尔·沃伊蒂瓦（后来的教宗若望保祿二世）等。犹太人隔都 和波兰战俘营也有活跃的剧院。
波兰的音乐事业——包括交响乐团——也转入了地下。波兰的顶尖音乐家和指挥家在餐厅、咖啡馆和私人住家演出，最为大胆的则在街头边躲避德国巡逻边演唱爱国民谣。战争期间一批爱国歌曲应运而生， 比如华沙最为流行的歌曲《斧头、锄头》。地下剧团还排演了爱国木偶戏。瓦迪斯瓦夫·斯皮爾曼等犹太音乐家和艺术家在隔都乃至集中营中演出。尽管其中大多数人死于战争，也有些成功逃到海外，如逃到美国的亚历山大·汤斯曼、逃到苏联的埃迪·罗斯纳与亨里克·瓦尔斯等人。
地下艺术界同样有视觉艺术。咖啡馆、餐馆和私人住宅被改造成了画廊和博物馆；其中一些遭到关停，其主人、工作人员和顾客受到骚扰、逮捕甚至被处决。波兰的地下艺术家包括埃里克·利平斯基、斯坦尼斯瓦夫·梅扎-托马谢夫斯基、斯坦尼斯瓦夫·奥斯托亚·赫洛托夫斯基、以及康斯坦蒂·玛丽亚·索波奇科一些艺术家直接为波兰地下国工作，伪造假币和文件、绘制反纳粹的海报和諷刺畫、绘制带有波兰爱国象征（如波蘭戰鬥標誌）的艺术品。这些作品被地下出版社翻印，打算公开展示的作品则张贴或是涂鸦在墙上。这些艺术活动许多由家乡军信息与宣传部的N行动协调。1944年，艺术家成功在华沙的公共场所展出了3个高达6米的，用来讽刺希特勒和墨索里尼的人偶。一些艺术家记录了占领下的波兰的生与死；尽管德国禁止波兰人使用相机，但还是有人拍下了照片甚至电影。虽然运营地下电台绝无可能，但波兰人录制地下节目的试听，并引入德国的收音机或扬声器系统中。地下组织还设计发行邮票。由于波兰人的体育活动同样被德国人禁止，地下体育俱乐部应运而生；华沙、克拉科夫和波兹南组织了地下足球赛乃至锦标赛，不过这些比赛通常被德国人驱散。所有活动均得到地下国文化部的支持。

### 华沙起义
1944年8月至10月的华沙起义期间，在波兰控制的领土上，人们努力重现以前的自由的波兰国家的日常生活。军人和平民的文化生活都很活跃，人们开展戏院、电影院、邮局、报社之类的的活动。第十届地下赛诗会在起义期间举行；由于年轻一代的波兰诗人大多也是抵抗组织成员，比赛奖品是武器装备。在 安东尼·波捷维奇的领导下，家乡军的新闻和宣传局甚至制作了三部新闻短片和超过3万米的胶片来记录起义。
欧根纽什·罗卡伊斯基在遇难前拍下了近千张照片；塞尔韦斯特·布劳恩拍下了约3000张，其中有1500张保存下来。耶日·托马谢夫斯基拍摄约1000张，其中600张幸存。

## 文化流亡
波兰艺术家还在德占欧洲以外的地方工作。阿卡迪·菲德勒与波兰西方军团一同驻扎在英国，描写了第303波兰战斗机中队的情况。梅尔基奥尔·万科维奇描写了波兰人在意大利战场卡西諾戰役的贡献。其他的海外波兰作家包括扬·莱洪、安东尼·斯沃尼姆斯基、卡齐米日·维任斯基和尤利安·图维姆等。艺术家为波兰的西方军团和东方军团表演。音乐家亨里克·瓦尔斯和伊雷娜·安德斯等人在“波兰巡游”歌舞厅为波兰第2军演出。《卡西诺山的红罂粟》是盟军的波兰士兵中流传最广的歌曲，由费利克斯·科纳斯基和阿尔弗雷德·许兹作于1944年。在东线和西线战场均有波兰剧院。有几位波兰画家在战争期间坚持创作：他们大多是波兰第二军的士兵。其中包括彼得·波特沃洛夫斯基、亚当·科索夫斯基、马里安·克拉托赫维尔、博莱斯瓦夫·莱特盖贝尔和斯特凡·克纳普等。

## 对战后文化的影响
战时破坏波兰文化的企图可能反而强化了波兰文化。诺曼·戴维斯在《上帝的游乐场》中写道：“1945年，作为对无尽牺牲的奖励，幸存者对本土文化的依恋比以往任何时候都要强烈。”同样，从小学到大学，组织严密的地下课堂也以其高质量著称，很大程度上得益于教师对学生的数量比增加。然而，战争产生的文化和战间期的波兰文化有多处不同。波兰犹太社区毁于战火，战后的领土变化和人口迁移使波兰失去了历史上的少数族裔——波兰不再是一个多民族国家。
二战的经历给一代波兰艺术家打上了烙印，他们被称为“哥伦布的一代”——该称谓指的是波兰1918年恢复独立后不久出生的一代波兰人，他们的青春期正值第二次世界大战时期。在艺术创作中，他们“发现了一个新波兰”，一个被二战暴行和随之而来的共产主义波兰政权永远改变了的国家。

多年来，近四分之三的波兰人强调二战对波兰民族认同的重要性。许多战后创作的波兰艺术作品以战争事件为中心。譬如，塔德乌什·博罗夫斯基、阿道夫·鲁德尼茨基、亨里克·格林贝格、米龙·比亚沃谢夫斯基、汉娜·克拉尔等人的著作；安德烈·華依達的电影《一代人》、《下水道》、《灰燼與鑽石》、《洛托纳》、《德国之恋》、《科扎克》、《卡廷惨案》；电视剧《四个坦克兵与狗》、《大于生命的赌注》等；《华沙起义》等音乐作品；甚至还有漫画书——这些形形色色的作品都反映了那个时代的面貌。波兰历史学家托马什·沙罗塔在1996年写道：
教育和培训计划特别强调二战时期和外国占领。与战争有关的事件和个人在电视、广播和平面媒体上无处不在。在文学和学习中，在电影、戏剧和美术中，这个主题仍然是一个重要的元素。更何况政客们不断地利用它。可能没有别的国家会如此频繁或如此隆重地纪念与二战事件有关的纪念日。

## 注解
1. ↑  Olsak-Glass, Judith. . Sarmatian Review（英语：Sarmatian Review）. January 1999  [January 24, 2008]. （原始内容存档于2008-03-05）. The prisons, ghettos, internment, transit, labor and extermination camps, roundups, mass deportations, public executions, mobile killing units, death marches, deprivation, hunger, disease, and exposure all testify to the 'inhuman policies of both Hitler and Stalin' and 'were clearly aimed at the total extermination of Polish citizens, both Jews and Christians. Both regimes endorsed a systematic program of genocide.'
2. 1 2 3 4 5 6 7  Wróbel, Piotr. . Montreal, Quebec: Canadian Foundation for Polish Studies of the Polish Institute of Arts & Sciences. 2000  [2020-10-24]. ISBN 0-9692784-1-1. OCLC 44068966. （原始内容存档于2005-10-17）.
3. ↑  Schabas 2000.
4. 1 2  Ferguson 2006，第423頁
5. ↑  Raack 1995，第58頁
6. ↑  Piotrowski 1997，第295頁
7. 1 2 3 4 5 6 7 8 9  Madajczyk 1970，第127–129頁
8. ↑  Madajczyk, Czesław. . Studia Historiae Oeconomicae. 1980, 14  [2020-10-24]. （原始内容存档于2020-09-30） （德语）.
9. 1 2 3 4 5  Redzik, Adam.  (PDF). Encuentros de Historia Comparada Hispano-Polaca / Spotkania poświęcone historii porównawczej hiszpańsko-polskiej (Fourth Meeting of Comparative Hispano-Polish History). September 30 – October 6, 2004  [May 27, 2009]. （原始内容存档 (PDF)于2021-10-22）.
10. 1 2 3 4 5 6 7 8 9 10 11 12 13 14 15 16 17 18 19 20  Czocher, Anna.  [从回忆录打开被占领的1939-1945年克拉科夫的波兰文化生活] (pdf). Pamięć i Sprawiedliwość [Remembrance and Justice]. 2005, 7 (1): 227–252  [2020-10-24]. ISSN 1427-7476. （原始内容存档 (PDF)于2020-06-21） （波兰语）.
11. 1 2 3 4  Madajczyk 1970，第130頁
12. ↑  Madajczyk 1970，第137頁
13. ↑  Madajczyk 1970，第130–132頁.
14. ↑  Berghahn, Volker R. . Germany and Eastern Europe: Cultural Identities and Cultural Differences (Rodopi). 1999: 15–34. ISBN 9042006889 –Google Books.
15. ↑  Madajczyk 1970，第133–134頁
16. 1 2 3 4 5 6 7  Madajczyk 1970，第132–133頁
17. ↑  Davies 2005，p.299
18. 1 2 3  Madajczyk 1970，第169–170頁
19. 1 2  Madajczyk 1970，第171–173頁
20. ↑  Madajczyk 1970，第162–163頁
21. ↑  Kiriczuk, Jurij. . Gazeta Wyborcza. April 23, 2003  [May 10, 2009]. （原始内容存档于2021-02-25） （波兰语）.
22. 1 2 3 4 5 6  Knuth & English 2003，pp. 86–89
23. 1 2 3 4 5  Madajczyk 1970，第122頁.
24. 1 2 3  . Polish Ministry of Foreign Affairs.   [June 15, 2008]. （原始内容存档于August 21, 2007） （波兰语）.
25. 1 2  Likowska, Ewa. . Tygodnik Przegląd（英语：Tygodnik Przegląd）. No. 40. October 1, 2001. （原始内容存档于November 3, 2005） （波兰语）.
26. ↑  Kisling 2001，pp. 122–123.
27. 1 2  Salmonowicz 1994，第229頁
28. 1 2  Madajczyk 1970，第123頁
29. ↑  Madajczyk 1970，第127頁
30. ↑  Grabski, Józef. . Dudzik, Sebastian; Żuchowski, Tadeusz J.  (编). . Sztuka i Kultura 4. 2003: 221–261 （波兰语）.
31. ↑  Burek, Edward (编). . . Kraków: PWM. 2000 （波兰语）.
32. ↑  Albert, Zygmunt. . Wrocław: Wydawn. Uniwersytetu Wrocławskiego. 1989. ISBN 83-229-0351-0. OCLC 29278609 （波兰语）.
33. ↑  Sieradzki, Sławomir. . Wprost. No. 38. September 21, 2003  [May 10, 2009]. （原始内容存档于2021-02-14） （波兰语）.
34. 1 2 3  Phayer 2001，第22頁
35. 1 2  Conway 1997，第325–326頁
36. ↑  Conway 1997，第299–300頁
37. 1 2  . United States Holocaust Memorial Museum.   [2008-01-24]. （原始内容存档于2013-03-03）.
38. 1 2 3 4 5 6 7 8 9 10 11 12 13  Lowe, Roy. . Psychology Press. 1992: 128–138. ISBN 978-0-7507-0054-2.
39. 1 2 3 4  Bukowska, Ewa. . London Branch of the Polish Home Army Ex-Servicemen's Association. 2003  [May 10, 2009]. （原始内容存档于2021-04-27）.
40. 1 2  Madajczyk 1970，第142–148頁
41. 1 2 3 4 5  Madajczyk 1970，第149頁
42. ↑  Salmonowicz 1994，第201–202頁
43. 1 2  Madajczyk 1970，第151頁
44. 1 2  Madajczyk 1970，第150頁
45. ↑  Hubka 2003，p. 57.
46. 1 2 3 4  Salmonowicz 1994，第269–272頁
47. ↑  Madajczyk 1970，第124頁
48. 1 2 3 4 5 6 7  Anonymous. . London: Polish Ministry of Information. 1945  [January 23, 2008]. （原始内容存档于2019-06-03）.
49. 1 2 3 4 5 6  Ostasz, Grzegorz. . London Branch of the Polish Home Army Ex-Servicemen Association. 2004  [March 20, 2008]. （原始内容存档于2018-05-24）.
50. 1 2 3  Madajczyk 1970，第125頁
51. ↑  Madajczyk 1970，第126頁
52. ↑  Salmonowicz 1994，第199頁
53. 1 2  Salmonowicz 1994，第204頁
54. ↑  Drozdowski & Zahorski 2004，第449頁.
55. 1 2  Salmonowicz 1994，第179頁
56. ↑  Madajczyk 1970，第167頁
57. ↑  Szarota 1988，第323頁.
58. ↑  Madajczyk 1970，第135頁
59. 1 2 3  Madajczyk 1970，第138頁
60. ↑  Polish Ministry of Information, Concise Statistical Year-Book of Poland, London, June 1941, pp. 9–10.
61. ↑  Herling-Grudziński 1996，第284頁
62. ↑  Anders 1995，第540頁
63. ↑  Lerski, Lerski & Lerski 1996，p.538
64. ↑  Raack 1995，第65頁
65. 1 2 3 4 5  Trela-Mazur 1997，第89–125頁
66. ↑  Piotrowski 1997，第11頁
67. 1 2 3 4  Raack 1995，第63頁
68. ↑  Davies 1996，第1001–1003頁
69. ↑  Gehler & Kaiser 2004，第118頁
70. ↑  Ferguson 2006，第419頁
71. ↑  Ferguson 2006，第418頁.
72. 1 2 3 4 5 6 7 8 9  Węglicka, Katarzyna.  [Occupation literature in Kresy]. Kresy.pl.   [May 10, 2009]. （原始内容存档于2017-06-15） （波兰语）.
73. 1 2 3 4 5 6 7 8  Kołodziejski, Konrad. . Wprost. No. 38. September 21, 2003  [May 10, 2009]. （原始内容存档于2020-11-25） （波兰语）.
74. 1 2  Raack 1995，第63–64頁
75. ↑  Lukowski & Zawadzki 2006，第228頁.
76. ↑  Piotrowski 1997，pp. 77–80.
77. 1 2  Courtney, Krystyna Kujawinska, , , Internet Shakespeare Editions, University of Victoria, 2000  [2008-01-24], （原始内容存档于2008-01-07）
78. ↑  Salmonowicz 1994，第233頁
79. ↑  Salmonowicz 1994，第235頁
80. ↑  . WIEM Encyklopedia.   [June 15, 2008]. （原始内容存档于2017-03-03） （波兰语）.
81. 1 2  Madajczyk 1970，第155–156頁
82. ↑  Salmonowicz 1994，第208頁
83. ↑  Czekajowski, Ryszard. . 2005  [April 7, 2009]. （原始内容存档于2016-03-03） （波兰语）.
84. ↑  Korboński 1975，第56頁
85. 1 2  Salmonowicz 1994，第213頁
86. 1 2  Parker, Christine S.  (Doctor of Philosophy论文). The Ohio State University. 2003. （原始内容存档于September 28, 2003）.
87. ↑  Madajczyk 1970，第160–161頁
88. ↑  Salmonowicz 1994，第215, 221頁
89. ↑  Salmonowicz 1994，第222頁
90. ↑  Salmonowicz 1994，第223頁
91. ↑  Salmonowicz 1994，第226頁
92. ↑  Salmonowicz 1994，第225頁
93. ↑  Salmonowicz 1994，第227頁
94. ↑  Salmonowicz 1994，第228頁
95. 1 2 3  Madajczyk 1970，第158–159頁
96. 1 2 3  Madajczyk 1970，第150–151頁
97. ↑  Madajczyk 1970，第158–160頁
98. ↑  Salmonowicz 1994，第189頁
99. 1 2  Salmonowicz 1994，第190頁
100. 1 2  Hempel 2003，p. 54
101. 1 2  Salmonowicz 1994，第185頁
102. ↑  Salmonowicz 1994，第187頁
103. ↑  . WIEM Encyklopedia.   [June 15, 2008]. （原始内容存档于2011-06-06） （波兰语）.
104. 1 2 3  Salmonowicz 1994，第196頁
105. ↑  Salmonowicz 1994，第184頁
106. 1 2  Salmonowicz 1994，第236–237頁
107. 1 2  Salmonowicz 1994，第244頁
108. 1 2 3  Salmonowicz 1994，第272–75頁
109. 1 2 3  Salmonowicz 1994，第245–52頁
110. ↑  Kremer 2003，p. 1183.
111. ↑  Sterling & Roth 2005，p. 263.
112. 1 2  Madajczyk 1970，第140頁
113. 1 2 3 4  Salmonowicz 1994，第252–56頁
114. ↑  Gilbert 2005，p. vii.
115. 1 2 3 4 5 6  Salmonowicz 1994，第256–65頁
116. ↑  Stoliński, Krzysztof.  (PDF). Symposium on the occasion of the 60th Anniversary of the Warsaw Rising 1944. Polish Underground Movement (1939–1945) Study Trust (PUMST). London: Polish Institute and Sikorski Museum. 2004. （原始内容 (PDF)存档于July 28, 2011）.
117. ↑  Moczydłowski, Jan. . Biuletyn Numizmatyczny. 1989: 10–12 （波兰语）.
118. ↑  Nawrocka-Dońska 1961
119. ↑  . Warsaw Uprising 1944. Warsaw Uprising Museum.   [2008-01-25]. （原始内容存档于2018-08-03）.
120. ↑  . Muzeum Powstania Warszawskiego. December 8, 2003  [2020-10-24]. （原始内容存档于2020-10-30） （波兰语）.
121. ↑  .   [2020-10-24]. （原始内容存档于2018-03-28）., In: Braun, Sylwester.  [华沙起义的报道]. Warszawa: Krajowa Agencja Wydawnicza. 1983. ISBN 83-03-00088-8. OCLC 11782581 （波兰语）.
122. ↑  Struk, Janina. . The Guardian. July 28, 2005  [2020-10-24]. （原始内容存档于2018-09-03）.
123. ↑  Salmonowicz 1994，第240頁
124. ↑  Cholewa-Selo, Anna. . Cooltura. Mar 3, 2005  [April 7, 2009]. （原始内容存档于2020-10-27） （波兰语）.
125. ↑  Murdoch 1990，第195頁. Google Print, p. 195.
126. ↑  . Encyklopedia PWN.   [May 5, 2009]. （原始内容存档于June 7, 2011） （波兰语）.
127. ↑  Supruniuk, Mirosław Adam. . Uniwersytet Mikołaja Kopernika.   [May 5, 2009]. （原始内容存档于May 5, 2009） （波兰语）.
128. ↑  Davies 2005，p.174
129. ↑  Salmonowicz 1994，第211, 221頁
130. ↑  Haltof 2002，p. 223.
131. ↑  Cornis-Pope & Neubauer 2004，p. 146.
132. ↑  Klimaszewski 1984，p. 343.
133. ↑  Haltof 2002，p. 76.
134. 1 2  Ruchniewicz, Krzysztof. . Eurozine. September 5, 2007  [March 26, 2008]. （原始内容存档于November 10, 2007）.

## 拓展阅读
- Krauski, Josef, , Roy Lowe  (编), , Falmer Press, 1992, ISBN 0-7507-0054-8
- Mężyńskia, Andrzej; Paszkiewicz, Urszula; Bieńkowska, Barbara, , Warsaw: Wydawnictwo Reklama, 1994, ISBN 83-902167-0-1 （波兰语）
- Ordęga, Adam; Terlecki, Tymon, , Glasgow: Książnica Polska, 1945 （波兰语）
- Pruszynski, Jan P.h, , Simpson, Elizabeth  (编), , New York: Harry N. Abrams, 1997, ISBN 0-8109-4469-3
- Symonowicz, Antoni, , Nurowski, Roman  (编), , Poznan: Wydaw- nictwo Zachodnie, 1960, OCLC 47236461